# Yelmo cerrado

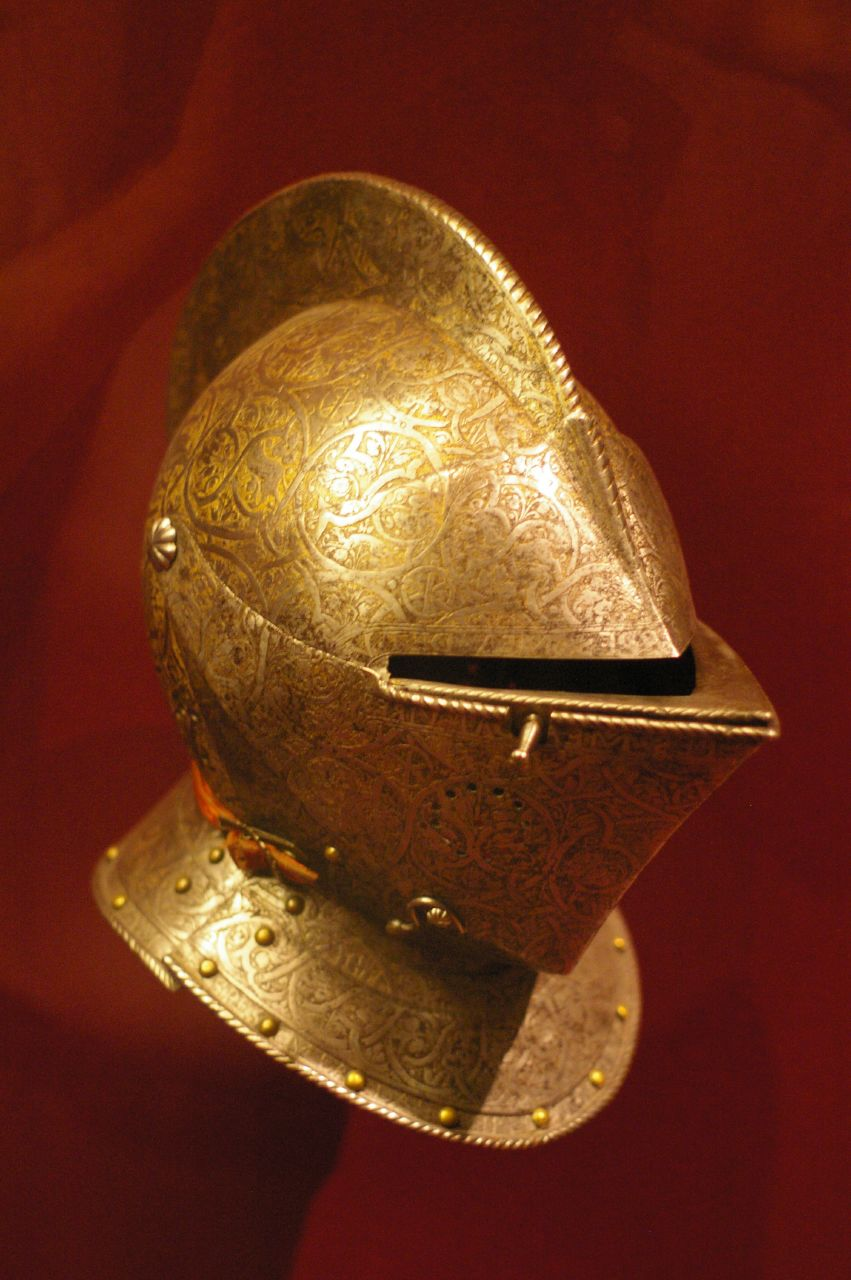
Yelmo cerrado francés, con la visura con hendidura, c. 1555-1560

El yelmo cerrado fue un casco de combate portado por caballeros y otros hombres de armas en la Baja Edad Media y la Era Renacentista. También fue utilizado en armaduras de gran peso llevadas por los coraceros cerca de la mitad del siglo XVII. Era un yelmo totalmente cerrado, con una visera pivotante y un barbote incorporado.

## Otras lecturas
- Edge, David. Arms and Armour of the Medieval Knight. Londres: Bison Books, 1988 (en inglés)
- Wallace Collection Catalogue. European arms and Armour Vol. 1: Armour. (en inglés)